# Franse Gemeenschapsraad (samenstelling 1985-1987)
Dit is de lijst van de leden van de Franse Gemeenschapsraad in de legislatuur 1985-1987. De Franse Gemeenschapsraad was de voorloper van het Parlement van de Franse Gemeenschap en werd nog niet rechtstreeks verkozen.
De legislatuur 1985-1987 telde 132 leden. Dit waren de 88 leden van de Franse taalgroep uit de Kamer van volksvertegenwoordigers verkozen bij de verkiezingen van 13 oktober 1985 en de 44 rechtstreeks gekozen leden van de Franse taalgroep uit de Belgische Senaat, eveneens verkozen op 13 oktober 1985. 
De legislatuur ging van start op 3 december 1985 en eindigde op 29 oktober 1987.
De Franse Gemeenschapsraad controleerde die legislatuur de werking van de Franstalige Regering-Monfils, een meerderheid gevormd door PRL en PSC. De oppositiepartijen zijn dus PS, Ecolo, FDF en UDRT.
Normaal gezien moesten er 133 leden zijn. De Nederlandstalige senator Toon Van Overstraeten, via apparentering verkozen in de kieskring Nijvel, mocht wegens het dubbelmandaat automatisch zetelen in de Franse Gemeenschapsraad. De Franse Gemeenschapsraad liet dit echter niet toe en weigerde om Van Overstraeten zijn zetel te laten innemen, waardoor er 132 leden waren.

## Samenstelling
| Fractie | Fractie   | Zetels |
| ------- | --------- | ------ |
|         | PS        | 53     |
|         | PRL       | 37     |
|         | PSC-UDRT  | 31     |
|         | Ecolo-FDF | 11     |

## Lijst van de parlementsleden
| Volksvertegenwoordiger            | Partij | Kieskring                                   | Opmerkingen |
| --------------------------------- | ------ | ------------------------------------------- | --- |
| Cécile Goor                       | PSC    | Brussel                                     | |
| Jean-Louis Thys                   | PSC    | Brussel                                     | |
| Philippe Moureaux                 | PS     | Brussel                                     | |
| Léon Defosset                     | PS     | Brussel                                     | Voorzitter van de commissie Algemene Zaken, Reglement en Comptabiliteit. |
| André Degroeve                    | PS     | Brussel                                     | |
| Eric Tomas                        | PS     | Brussel                                     | |
| Henri Simonet                     | PRL    | Brussel                                     | |
| Willem Draps                      | PRL    | Brussel                                     | Vervangt vanaf 13 mei 1987 Roger Nols, die besluit om voltijds burgemeester van Schaarbeek te zijn.                                                                                          |
| François-Xavier de Donnea         | PRL    | Brussel                                     | |
| Georges Mundeleer                 | PRL    | Brussel                                     | |
| Edouard Klein                     | PRL    | Brussel                                     | |
| Armand De Decker                  | PRL    | Brussel                                     | Voorzitter van de PRL-fractie. |
| Jacques Pivin                     | PRL    | Brussel                                     | |
| Henri Simons                      | Ecolo  | Brussel                                     | Vervangt vanaf 20 oktober 1987 Jacques Preumont, die om gezondheidsredenen ontslag nam. Preumont verving vanaf 21 mei 1986 Olivier Deleuze, die na een conflict met zijn partij ontslag nam. |
| Xavier Winkel                     | Ecolo  | Brussel                                     | |
| Antoinette Spaak                  | FDF    | Brussel                                     | |
| Georges Désir                     | FDF    | Brussel                                     | |
| Georges Clerfayt                  | FDF    | Brussel                                     | |
| Robert Hendrick                   | UDRT   | Brussel                                     | |
| Yves-Jean du Monceau de Bergendal | PSC    | Nijvel                                      | |
| André Antoine                     | PSC    | Nijvel                                      | |
| Valmy Féaux                       | PS     | Nijvel                                      | Voorzitter van de commissie Jeugd en Permanente Vorming. |
| Léon Walry                        | PS     | Nijvel                                      | |
| Louis Michel                      | PRL    | Nijvel                                      | |
| Serge Kubla                       | PRL    | Nijvel                                      | |
| Philippe Maystadt                 | PSC    | Charleroi-Thuin                             | |
| Gérard le Hardÿ de Beaulieu       | PSC    | Charleroi-Thuin                             | |
| Philippe Busquin                  | PS     | Charleroi-Thuin                             | |
| Jean-Pol Henry                    | PS     | Charleroi-Thuin                             | |
| André Baudson                     | PS     | Charleroi-Thuin                             | |
| Jacques Collart                   | PS     | Charleroi-Thuin                             | Voorzitter van de commissie Schone Kunsten. |
| Marc Harmegnies                   | PS     | Charleroi-Thuin                             | |
| Etienne Knoops                    | PRL    | Charleroi-Thuin                             | |
| Charles Petitjean                 | PRL    | Charleroi-Thuin                             | Secretaris. |
| Yves Delforge                     | Ecolo  | Charleroi-Thuin                             | Vervangt vanaf 18 februari 1987 Georges Dutry, die uit ontgoocheling ontslag neemt. |
| Albert Liénard                    | PSC    | Bergen-Zinnik                               | |
| Robert Urbain                     | PS     | Bergen-Zinnik                               | |
| Yvon Biefnot                      | PS     | Bergen-Zinnik                               | Voorzitter van de PS-fractie. |
| Yvon Harmegnies                   | PS     | Bergen-Zinnik                               | |
| André Lagneau                     | PRL    | Bergen-Zinnik                               | Secretaris. |
| René Jérôme                       | PSC    | Bergen-Zinnik                               | |
| Richard Gondry                    | PS     | Bergen-Zinnik                               | |
| Colette Burgeon                   | PS     | Bergen-Zinnik                               | |
| José Brisart                      | Ecolo  | Bergen-Zinnik                               | |
| Willy Burgeon                     | PS     | Charleroi-Thuin                             | |
| André Bondroit                    | PS     | Charleroi-Thuin                             | |
| Daniel Ducarme                    | PRL    | Charleroi-Thuin                             | |
| Jean-Pierre Detremmerie           | PSC    | Doornik-Aat-Moeskroen                       | Secretaris vanaf 14 januari 1986. |
| Marc Lestienne                    | PSC    | Doornik-Aat-Moeskroen                       | |
| Jean-Baptiste Delhaye             | PS     | Doornik-Aat-Moeskroen                       | |
| Jean-Pierre Perdieu               | PS     | Doornik-Aat-Moeskroen                       | Secretaris. |
| André Bertouille                  | PRL    | Doornik-Aat-Moeskroen                       | |
| Denis D'hondt                     | PRL    | Doornik-Aat-Moeskroen                       | |
| Alfred Léonard                    | PSC    | Hoei-Borgworm                               | |
| Guy Coëme                         | PS     | Hoei-Borgworm                               | |
| Victor Albert                     | PS     | Hoei-Borgworm                               | |
| Jean-Pierre Grafé                 | PSC    | Luik                                        | Parlementsvoorzitter en voorzitter van de commissie Radio en Televisie. |
| Huberte Hanquet                   | PSC    | Luik                                        | Voorzitter van de commissie Gezondheid en Sport. |
| André Cools                       | PS     | Luik                                        | |
| Alain Van der Biest               | PS     | Luik                                        | |
| Gaston Onkelinx                   | PS     | Luik                                        | Voorzitter van de commissie Familie en Sociale Bijstand. |
| Jean Mottard                      | PS     | Luik                                        | |
| Claude Dejardin                   | PS     | Luik                                        | |
| Pierre Tasset                     | PS     | Luik                                        | |
| Jean Gol                          | PRL    | Luik                                        | |
| Jean Defraigne                    | PRL    | Luik                                        | |
| Joseph Remacle Bonmariage         | PRL    | Luik                                        | |
| Marcel Neven                      | PRL    | Luik                                        | Voorzitter van de commissie Onderwijs en Wetenschappelijk Onderzoek. |
| José Daras                        | Ecolo  | Luik                                        | |
| Melchior Wathelet                 | PSC    | Verviers                                    | |
| Albert Gehlen                     | PSC    | Verviers                                    | |
| Yvan Ylieff                       | PS     | Verviers                                    | |
| Jean-Marie Happart                | PS     | Verviers                                    | |
| André Damseaux                    | PRL    | Verviers                                    | |
| Charles-Ferdinand Nothomb         | PSC    | Aarlen-Marche-Bastenaken-Neufchâteau-Virton | |
| Jacques Santkin                   | PS     | Aarlen-Marche-Bastenaken-Neufchâteau-Virton | |
| Louis Olivier                     | PRL    | Aarlen-Marche-Bastenaken-Neufchâteau-Virton | |
| Joseph Michel                     | PSC    | Aarlen-Marche-Bastenaken-Neufchâteau-Virton | |
| Michèle Detaille                  | PRL    | Aarlen-Marche-Bastenaken-Neufchâteau-Virton | |
| Michel Lebrun                     | PSC    | Namen-Dinant-Philippeville                  | Vervangt vanaf 20 oktober 1987 Emile Wauthy, die provinciegouverneur van Namen wordt. |
| Roger Delizée                     | PS     | Namen-Dinant-Philippeville                  | |
| Charles Cornet d'Elzius           | PRL    | Namen-Dinant-Philippeville                  | |
| André Tilquin                     | PSC    | Namen-Dinant-Philippeville                  | |
| Paul-Henry Gendebien              | PSC    | Namen-Dinant-Philippeville                  | |
| Bernard Anselme                   | PS     | Namen-Dinant-Philippeville                  | Secretaris. |
| Robert Denison                    | PS     | Namen-Dinant-Philippeville                  | |
| Claude Eerdekens                  | PS     | Namen-Dinant-Philippeville                  | |
| Charles Poswick                   | PRL    | Namen-Dinant-Philippeville                  | |
| Albert Demuyter                   | PRL    | Brussel                                     | |
| Paul Hatry                        | PRL    | Brussel                                     | |
| Jacques Vandenhaute               | PRL    | Brussel                                     | Ondervoorzitter. |
| Jean-Pierre de Clippele           | PRL    | Brussel                                     | |
| François Guillaume                | PS     | Brussel                                     | Ondervoorzitter. |
| Roger Lallemand                   | PS     | Brussel                                     | |
| Jean-François Vaes                | Ecolo  | Brussel                                     | |
| José Desmarets                    | PSC    | Brussel                                     | Voorzitter van de PSC-UDRT-fractie vanaf 14 januari 1986. |
| Edouard Poullet                   | PSC    | Brussel                                     | |
| André Lagasse                     | FDF    | Brussel                                     | Voorzitter van de Ecolo-FDF-fractie. |
| Charles Aubecq                    | PRL    | Nijvel                                      | |
| René Basecq                       | PS     | Nijvel                                      | |
| Pol-Gustave Boël                  | PRL    | Bergen-Zinnik                               | |
| Edgard Hismans                    | PS     | Bergen-Zinnik                               | |
| Willy Taminiaux                   | PS     | Bergen-Zinnik                               | |
| Jean Gevenois                     | PS     | Bergen-Zinnik                               | |
| Pierre Mainil                     | PSC    | Bergen-Zinnik                               | |
| Jacqueline Mayence-Goossens       | PRL    | Charleroi-Thuin                             | |
| Théophile Toussaint               | PS     | Charleroi-Thuin                             | |
| René Borremans                    | PS     | Charleroi-Thuin                             | |
| Nestor-Hubert Pécriaux            | PS     | Charleroi-Thuin                             | |
| Edgard Flandre                    | Ecolo  | Charleroi-Thuin                             | |
| Fernand Antoine                   | PSC    | Charleroi-Thuin                             | |
| Arnaud Decléty                    | PRL    | Doornik-Aat-Moeskroen                       | |
| Guy Spitaels                      | PS     | Doornik-Aat-Moeskroen                       | |
| Pierre Lenfant                    | PSC    | Doornik-Aat-Moeskroen                       | |
| Pierre Clerdent                   | PRL    | Luik                                        | Voorzitter van de commissie Internationale Betrekkingen. |
| Philippe Monfils                  | PRL    | Luik                                        | |
| Jean-Maurice Dehousse             | PS     | Luik                                        | |
| Freddy Donnay                     | PS     | Luik                                        | Ondervoorzitter. |
| Gaston Paque                      | PS     | Luik                                        | |
| Gustave Hofman                    | PS     | Luik                                        | |
| Michel Hansenne                   | PSC    | Luik                                        | |
| Robert Collignon                  | PS     | Hoei-Borgworm                               | |
| Raymond Bataille                  | PSC    | Hoei-Borgworm                               | Secretaris tot 7 januari 1986. |
| Jean Gillet                       | PRL    | Verviers                                    | |
| André Grosjean                    | PS     | Verviers                                    | |
| Pierre Wintgens                   | PSC    | Verviers                                    | |
| Marie-Thérèse Godinache-Lambert   | PRL    | Aarlen-Marche-Bastenaken-Neufchâteau-Virton | |
| Guy Lutgen                        | PSC    | Aarlen-Marche-Bastenaken-Neufchâteau-Virton | |
| Jules Doumont                     | PRL    | Namen-Dinant-Philippeville                  | |
| Jean-Baptiste Poulain             | PS     | Namen-Dinant-Philippeville                  | |
| Robert Belot                      | PS     | Namen-Dinant-Philippeville                  | |
| Amand Dalem                       | PSC    | Namen-Dinant-Philippeville                  | |